# داريل هاريس (لاعب كرة قدم أمريكية)
داريل هاريس (بالإنجليزية: Darryl Harris)‏ هو لاعب كرة قدم أمريكية أمريكي، ولد في 20 فبراير 1966.